# 新罕布什尔州议会
新罕布什尔议会（英語：General Court of New Hampshire）是美国新罕布什尔州的立法机关，为兩院制，包含新罕布什尔州参议院和新罕布什尔众议院；前者为上院，共24个席位，每届任期2年；後者为下院，共400个席位，每届任期2年。目前共和黨在參眾兩院皆佔有優勢席次。